# Elliptoleus
Elliptoleus is een geslacht van kevers uit de familie van de loopkevers (Carabidae). De wetenschappelijke naam van het geslacht is voor het eerst geldig gepubliceerd in 1882 door Bates.

## Soorten
Het geslacht Elliptoleus omvat de volgende soorten:
- Elliptoleus acutesculptus Bates, 1882
- Elliptoleus balli Liebherr, 1991
- Elliptoleus corvus Liebherr, 1991
- Elliptoleus crepericornis Bates, 1882
- Elliptoleus curtulus Bates, 1882
- Elliptoleus luteipes Csiki, 1931
- Elliptoleus olisthopoides Bates, 1891
- Elliptoleus tequilae Liebherr, 1991
- Elliptoleus vixstriatus (Bates, 1878)
- Elliptoleus whiteheadi Liebherr, 1991
- Elliptoleus zapotecorum Liebherr, 1991